# 7298 Matudaira-gou
7298 Matudaira-gou este un asteroid din centura principală de asteroizi.

## Descriere
7298 Matudaira-gou este un asteroid din centura principală de asteroizi. A fost descoperit pe 26 noiembrie 1992 la Toyota de Kenzo Suzuki și Takeshi Urata. Asteroidul prezintă o orbită caracterizată de o semiaxă mare de 2,53 ua, o excentricitate de 0,13 și o înclinație de 8,3° în raport cu ecliptica.